# Cerro Llorón
Cerro Llorón är en ort i kommunen El Oro i delstaten Mexiko i Mexiko. Samhället hade 812 invånare vid folkräkningen år 2020.